# Mjölksten

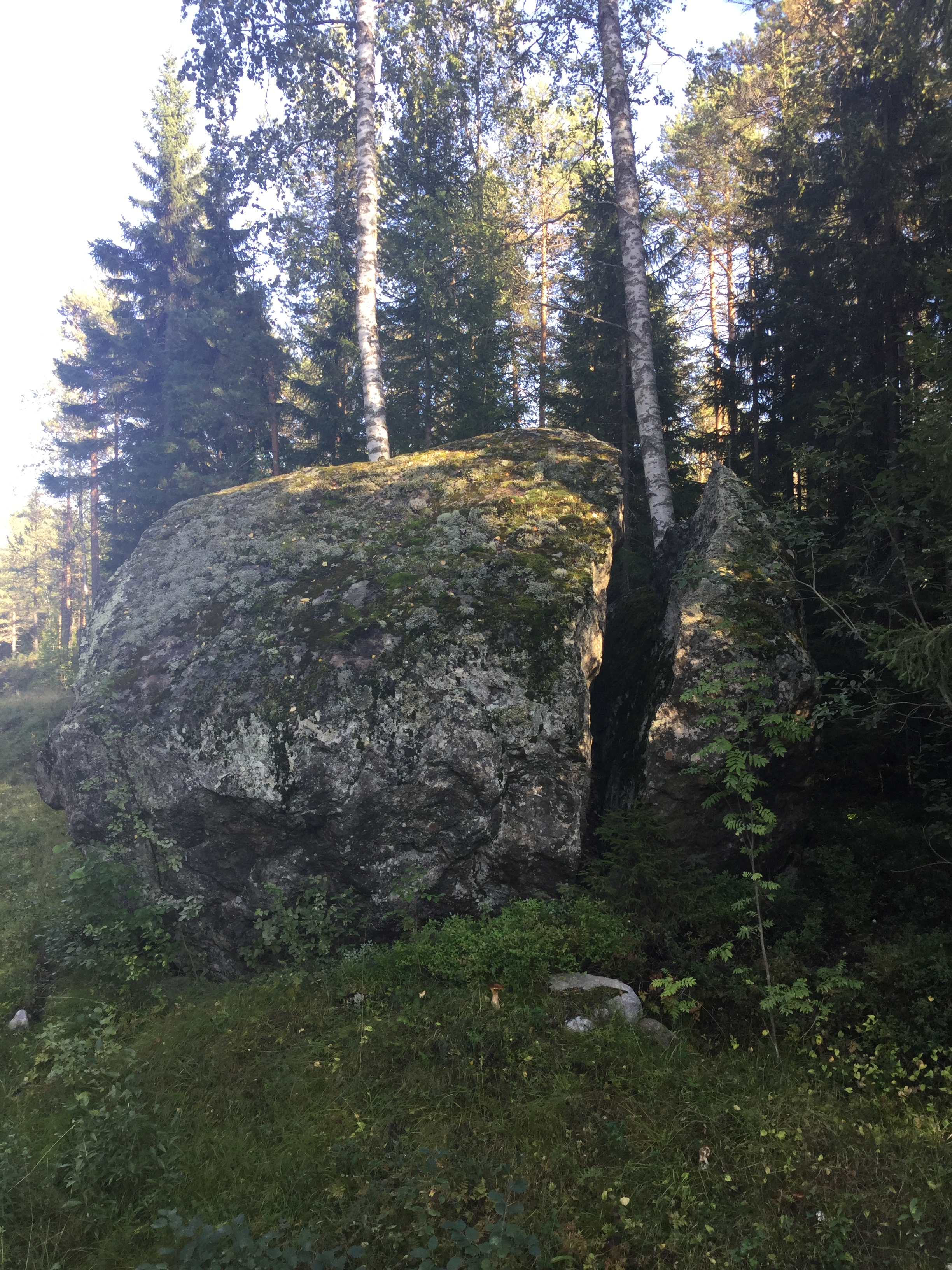
Der Mjölksten

Der Mjölksten (deutsch „Milchstein“) liegt nördlich von Lövånger, kurz hinter dem Abzweig von der E 4, neben der Straße nach Önnesmark, bei Skellefteå in Västerbottens län in Schweden.
Der Milchstein ist ein großer, geschützter Findling (schwedisch flyttblock), der in zwei ungleich große Teile zerbrochen ist. Er hat seinen Namen von der Tatsache, dass hier früher die Frauen von Önnesmark standen, um an die Soldaten, auf dem Weg zum Militärübungsplatz Gumboda Hed, Milch zu verkaufen.
Das Übungsgelände wurde zwischen 1649 und 1897 genutzt. Der Stein wurde früher Wolfstein genannt, was darauf deutet, dass es hier eine sogenannte Wolfsgrube, ein Fangloch für Wölfe, gab. Es wird auch gesagt, dass ein Troll seinen Platz unter dem Stein hatte und der Stein sich dreht, wenn die Kirchenglocken von Lövånger läuten.